# Deccanis
Pour les articles homonymes, voir Deccani.
Les Deccanis sont une communauté ethnoreligieuse musulmane originaire de la région du Deccan, dans le centre et le sud de l'Inde. Ils parlent le dialecte deccani (en) de l'ourdou. Les origines de la communauté remontent au déplacement de la capitale du sultanat de Delhi de Delhi vers Daulatabad (actuel Maharashtra) en 1327, sous le règne de Muhammad bin Tughluq. D'autres ancêtres des Deccanis peuvent se trouver parmi les immigrés musulmans appelés Afaqis ou Pardesis, venus d'Asie centrale, d'Irak et d'Iran et installés dans la région du Deccan à l'époque du sultanat Bahmanî (1347). L'immigration de musulmans de langue hindavi vers le Deccan et leurs mariages mixtes avec des hindous locaux convertis à l'islam conduisirent à la création d'une nouvelle communauté de musulmans parlant l'ourdou, les Deccanis, qui allait jouer un rôle important dans la politique du Deccan. Leur langue, l'ourdou deccani, s'imposa comme langue de prestige et langue de culture sous le sultanat Bahmani, et continua à évoluer dans les Sultanats du Deccan.
Après la disparition des Bahmanî, la période des sultanats du Deccan fut un âge d'or pour la culture deccanie, notamment dans les arts, la langue et l'architecture. De nos jours, les Deccanis constituent une minorité significative dans les États du Maharashtra, du Telangana, de l'Andhra Pradesh et du Karnataka, et une majorité de la population des vieilles villes d'Hyderabad et d'Aurangabad,. Après la partition de l'Inde et l'annexion d'Hyderabad, une importante diaspora s'est formée en dehors du Deccan, notamment au Pakistan, où elle constitue une partie importante de la minorité de langue ourdou, les Muhajirs.
Les Deccanis se divisent en plusieurs groupes, notamment les Hyderabadis (originaires de l'ancien État d'Hyderabad), les Mysoris (du Royaume de Mysore) et les Madrasis (de la Présidence de Madras, y compris les musulmans de Kurnool, Nellore, Guntur et de Madras). L'ourdou deccani est la langue maternelle de la plupart des musulmans des États du Maharashtra, de Goa, du Karnataka, du Telangana et de l'Andhra Pradesh, et il est parlé par une partie des musulmans du Tamil Nadu.

## Histoire
Le mot Deccani (en persan : دکنی, du prakrit dakkhin, « sud ») apparaît à la cour des sultans bahmanî en 1487 sous le règne de Mahmoud Shah Bahmani II.

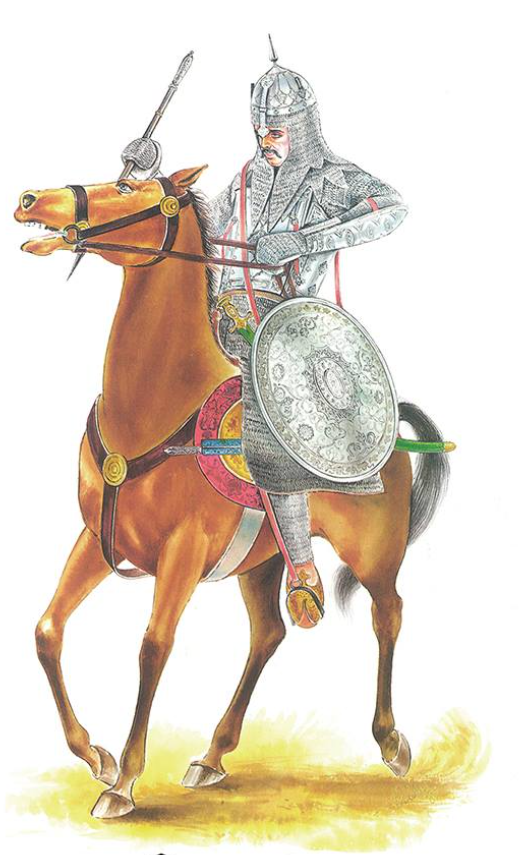
Illustration d'un cavalier Deccani médiéval.
Carte de l'empire bahmanî.

L' empire Bahmanî est fondé par Hasan Gangu, aussi appelé Zafar Khan, un chef de guerre d'origine afghane ou turque, à la suite de la rébellion d'Ismail Mukh,,,,,. Hasan Gangu est l'un des habitants de Delhi qui avaient été contraints d'immigrer à Daulatabad sous la dynastie Tughlaq du sultanat de Delhi, dans le but de construire un grand centre urbain musulman dans le Deccan. Il participe à la révolte contre la dynastie Tughlaq menéee par un autre Afghan, Ismail Mukh. Ce dernier abdique en faveur de Zafar Khan, qui fonde le sultanat Bahmani,. Les immigrants ourdouphones de l'Inde du Nord établissent un État indépendant et commencent à adopter une identité politique distincte deccanie.
Bien que peu nombreux, les Deccanis acquièrent un pouvoir disproportionné dans les pays tamoul et télougou, car ils comptent dans leurs rangs les officiers et les dignitaires formant la première élite politique musulmane importante de la région.

### Guerres contre Vijayanagara

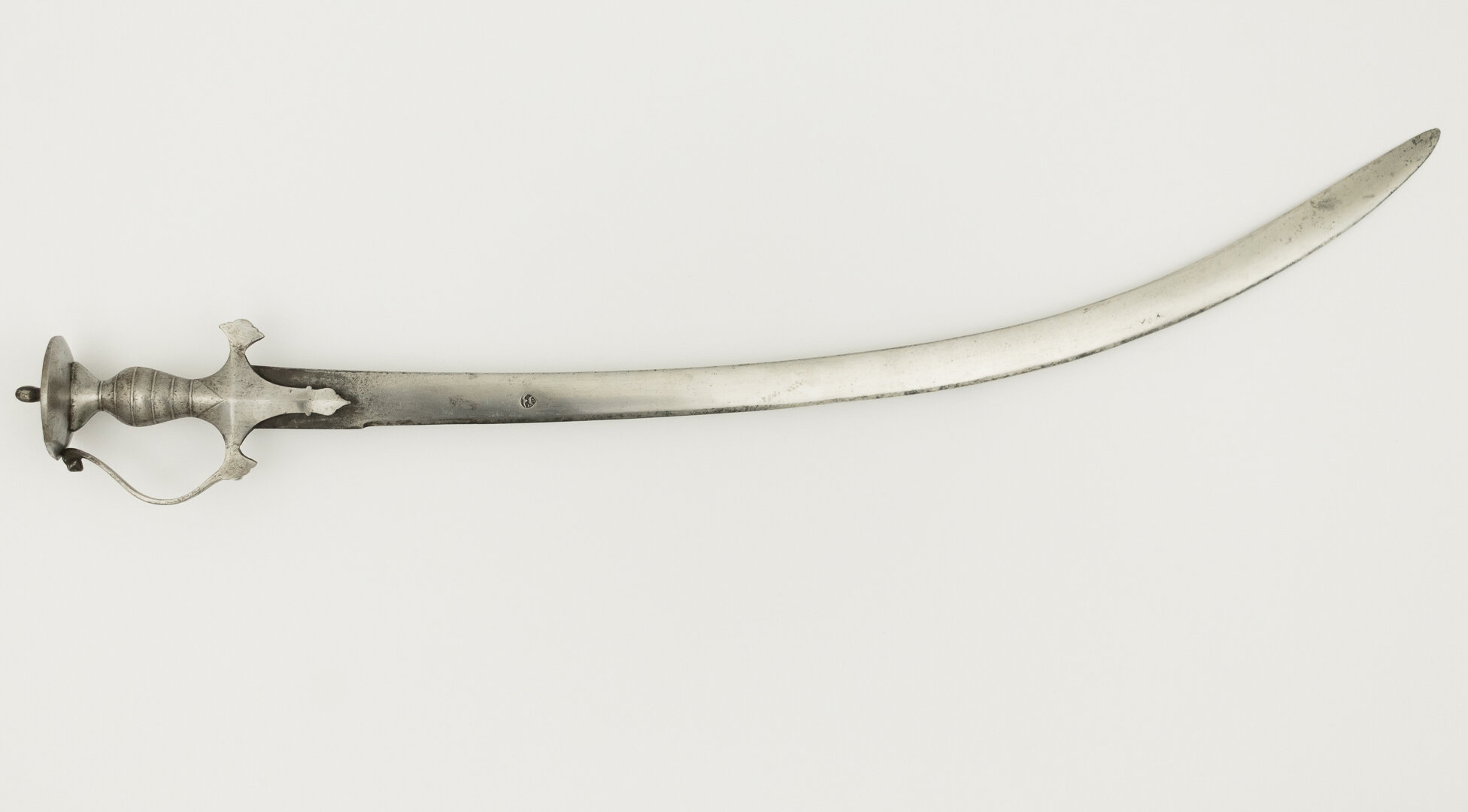
Un tulwar, épée deccanie entièrement en acier.

La confrontation agressive des Bahmanîs contre les deux principaux royaumes hindous du sud du Deccan, Warangal et Vijayanagar, les rend célèbres parmi les musulmans comme guerriers de la foi. Ahmad Shah Bahmani Ier conquiert le royaume de Warangal en 1425, l'annexant à l'empire. L'empire Vijayanagar, qui avait soumis le sultanat de Madurai après un conflit de quatre décennies, trouve un ennemi naturel dans les Bahmanîs du nord du Deccan, les combattant pour le contrôle du bassin de la Godavari, du Doâb du Tungabhadra et du pays de Marathwada. Les conflits militaires réguliers entre les Bahmanîs et Vijayanagar durent tout au long de l'existence de ces royaumes. Ils entraînent une dévastation généralisée des zones contestées, entraînant des pertes considérables en vies humaines et en biens. Les Bahmanîs pratiquent l'esclavage militaire, capturant des esclaves de Vijayanagar et leur faisait adopter une identité deccanie en les convertissant à l'islam et en les intégrant dans la société bahmanide où ils réalisent leur carrière militaire. Ce fut l'origine de dirigeants politiques puissants tels que Nizam-ul-Mulk Bahri,.

### Sultanats du Deccan
Les cinq sultanats du Deccan d'origines diverses fondent leur légitimité en se considérant comme des États successeurs de la dynastie bahmanide, et frappent des pièces de monnaie bahmanides plutôt que d'émettre leurs propres pièces. Dans leurs classes dirigeantes, se forme un groupe particulièrement engagé dans leur système politique et partageant une identité commune, appelé Deccanis dans l'historiographie de langue persane. Les Nizam Shahs et Berar Shahs en font partie,. Le sultanat Adil Shahi (en) de Bijapur, fondé par un esclave géorgien chiite, adopte à son tour une identité ethnique et politique deccanie sous Ibrahim Adil Shah Ier, qui se convertit au sunnisme, la religion des musulmans deccanis,. Il dégrade les Afaqis (Perses) et les démet de leurs fonctions à quelques exceptions près, les remplaçant par des nobles du parti deccani,,,. S'unissant dans une coalition sous la direction de Hussain Nizam Shah, le sultan Nizam Shahi, les cinq sultanats du Deccan battent l'empire hindou de Vijayanagar lors de la bataille de Talikota (1565), entraînant la mise à sac de Vijayanagar. Hussain Nizam Shah décapite de sa propre main l'empereur de Vijayanagar, Rama Raya (en).

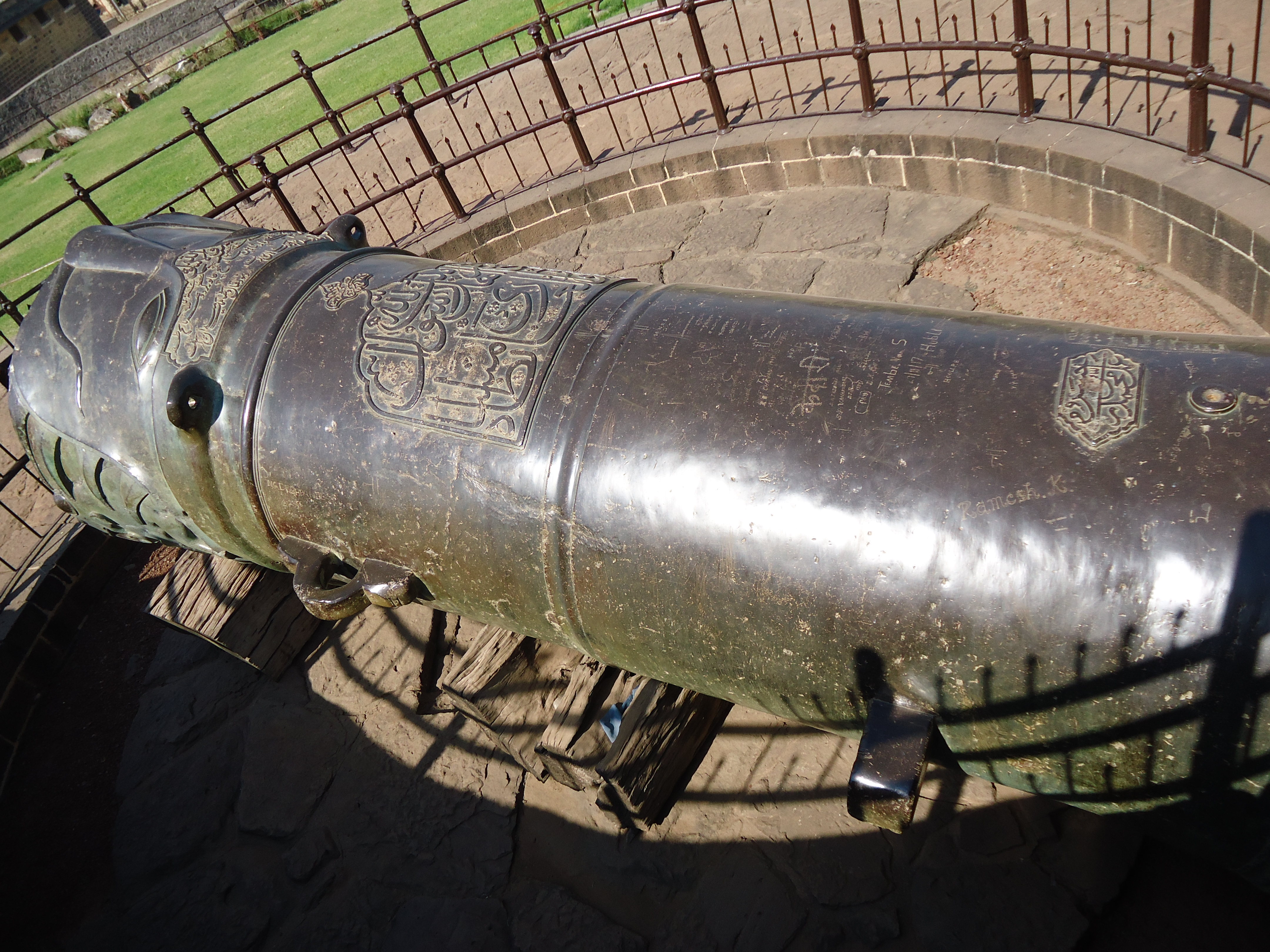
Le canon Malik-i Maidan.
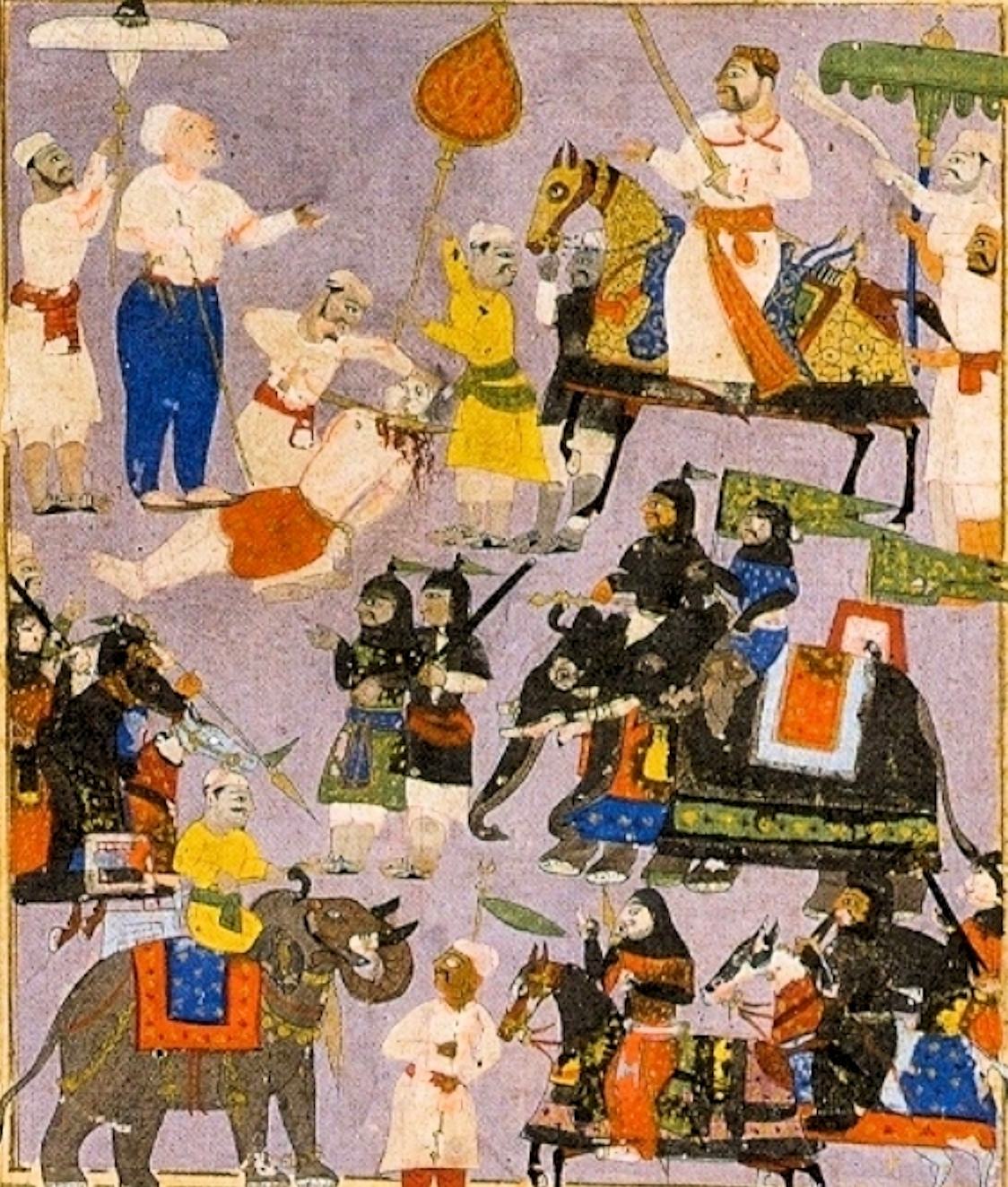
Le sultan Hussain Nizam Shah I décapite Rama Raya.
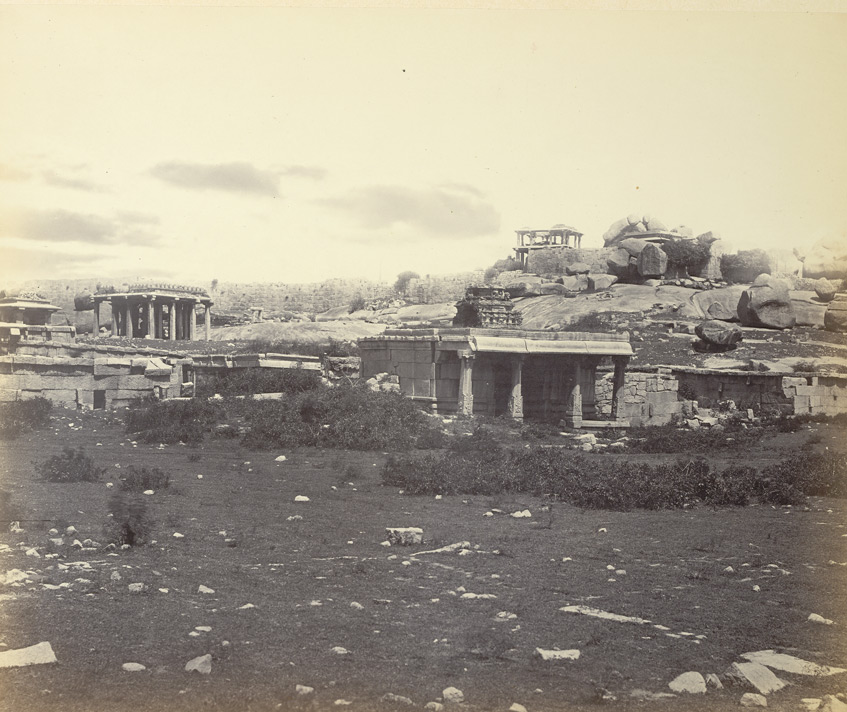
Ruines de Vijayanagar.

### Pindaris
Les Pindaris sont à l'origine des mercenaires musulmans généralement installés dans les environs de Bijapur qui servent dans les armées de la plupart des royaumes musulmans du Deccan. Ils prennent part aux nombreuses guerres contre les Moghols de Delhi. La désintégration des royaumes musulmans du Deccan entraîne la dispersion progressive des Pindaris. Ceux-ci se mettent alors au service des Marathes. L'inclusion de Pindaris devient finalement un aspect indispensable de l'armée marathe. En tant que classe de mercenaires dans les armées marathes, ils agissent comme une « sorte de cavalerie itinérante... leur rendant à peu près le même service que les Cosaques dans les armées russes ». Les Pindaris seront également utilisés plus tard par des rois tels que Tipu Sultan.

### XVIIIesiècle
Les militaires musulmans d'origine deccanie sont très recherchés par les chefs de guerre Maravar et Kallar de l’arrière-pays du sud de l’Inde. Leurs villes fortifiées accueillent rapidement des concentrations d'immigrants deccanis et de militaires parlant l'ourdou, pour la plupart sunnites. Ces nouveaux arrivants comptent parmi eux des combattants chevronnés ayant servi les États musulmans du nord de l’Inde. Ce fut la source de l'ascension du sultan Haidar Alî de Mysore et de son fils Tipû Sultan.

#### Sultanat-i-Khudadad de Mysore
Haidar Alî, qui avait initialement servi comme soldat du rang du royaume de Mysore sous la dynastie hindoue des Wodeyar, devient officier de cavalerie en 1749. Après s'être assuré du contrôle de l'armée, il tire profit de la politique de cour, s'empare de Srirangapatna et se proclame sultan de Mysore en 1761. Il lance une guerre non provoquée contre les Marathes pour détourner l'attention du peuple du changement soudain de maîtres. Grâce au retrait de Madhava Rao, Haidar Ali envahit les principautés hindoues de Bednur, Sunda (Sonda ou Sodhe, dans l'actuel Karnataka) et Karnuland. L'immense butin accumulé augmente considérablement son pouvoir. Son fils Tipu Sultan s'engage dans diverses conversions forcées de chrétiens, dont 7 000 hommes et femmes britanniques qui ont été capturés dans le fort de Seringapatnam. L'un d'eux, James Scurry, témoigna avoir oublié comment s'asseoir sur une chaise, utiliser un couteau et une fourchette, ne plus savoir parler anglais couramment, et avoir développé une aversion pour le port de vêtements européens.

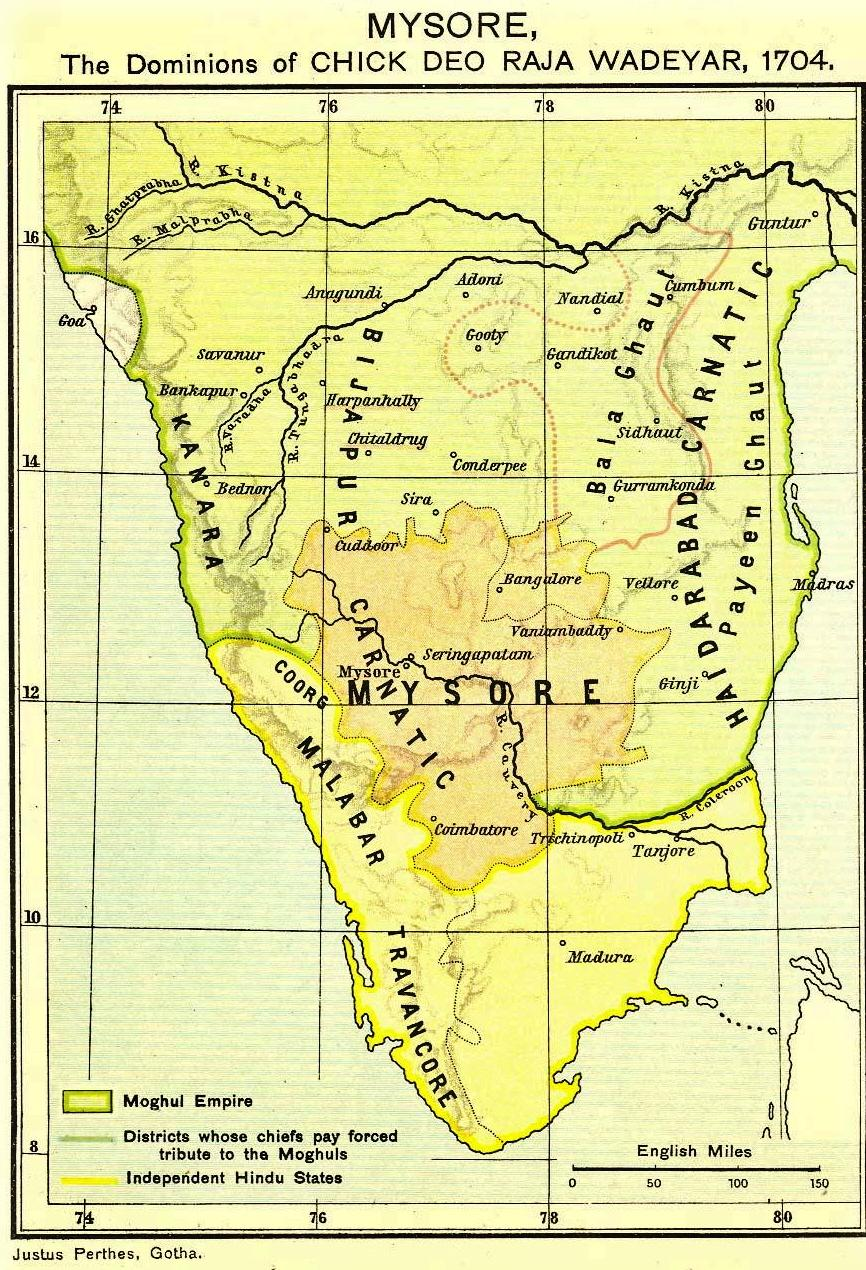
Territoires du royaume originel des Wodeyar.
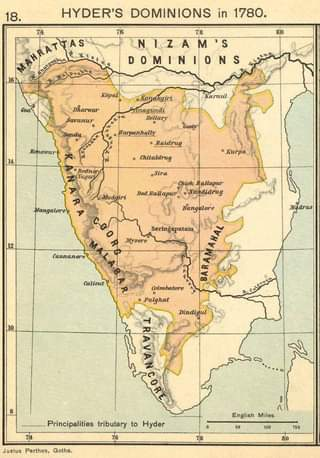
Les domaines de Haidar en 1780.

## Culture

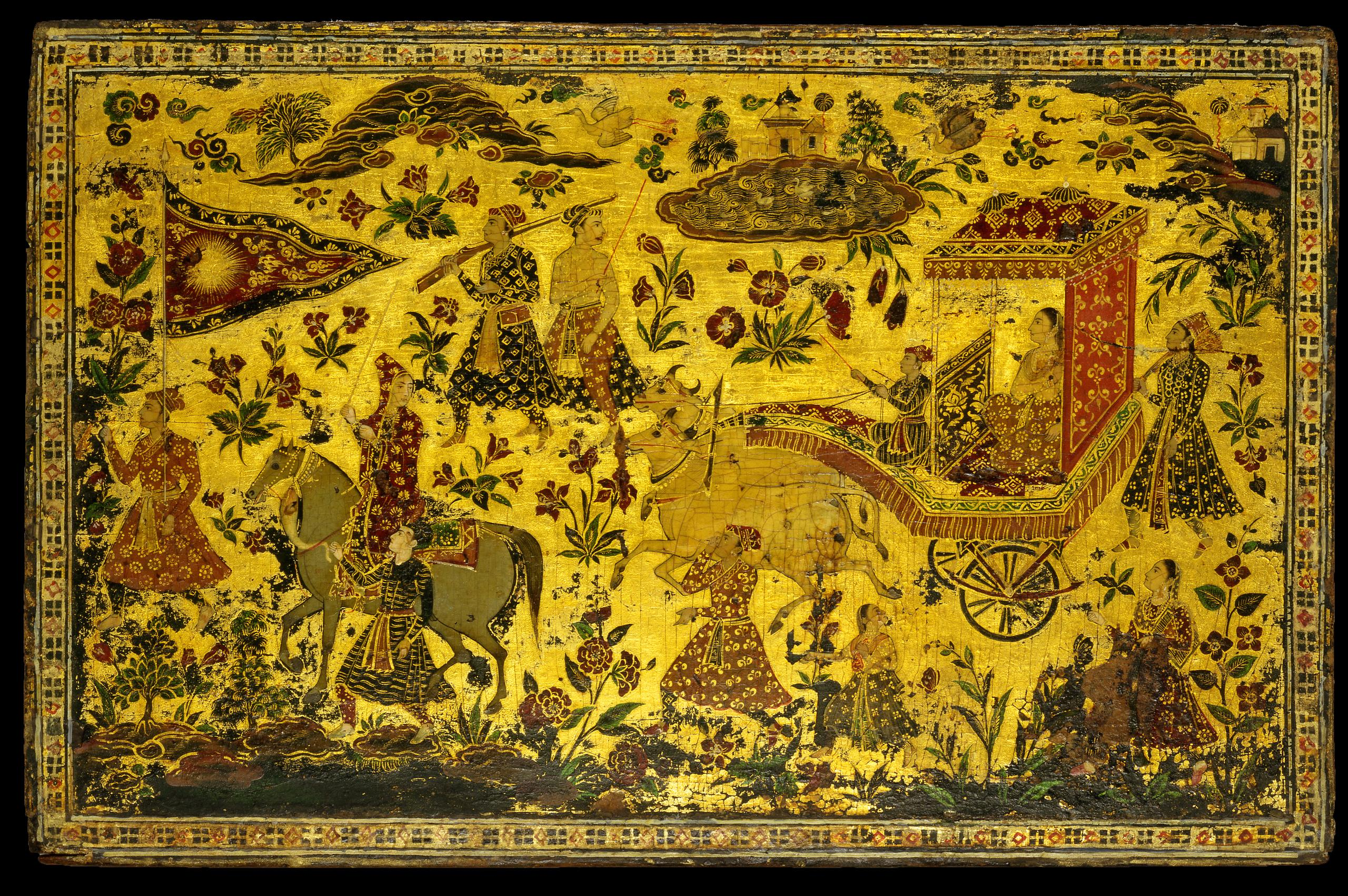
Partie de chasse, Deccan, première moitié du XVIIe siècle.

La peinture de style Deccani est née au XVIe siècle dans la région du Decccan, associant le style autochtone à un mélange de techniques persanes et présentant une similitude avec la peinture du royaume voisin de Vijayanagara. En raison de l'influence islamique, les peintures Deccani représentent généralement la nature avec un fond floral et animalier, et reflètent les paysages et la culture de la région. Certaines peintures représentent les événements historiques du Deccan .

### Artisanat

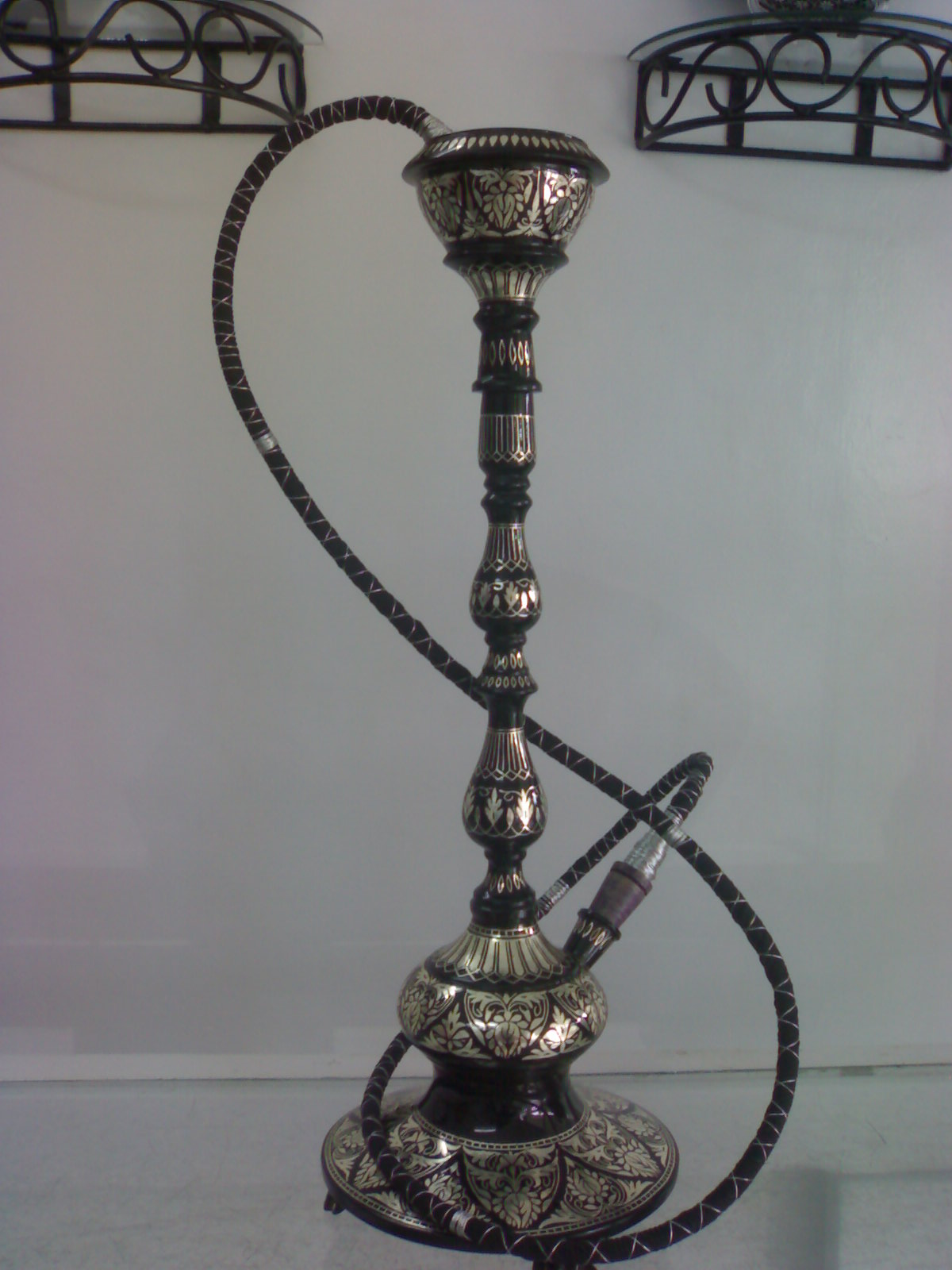
Narguilé bidri.

L'artisanat bidri (« bidriware » en anglais), connu pour son travail d'incrustation sur le cuivre et l'argent, se développe au XIVe siècle sous le règne des sultans Bahmanî. Le terme Bidri provient de la ville de Bidar, qui est encore aujourd'hui le principal centre de production. L'artisanat Bidri bénéficie en Inde d'une indication géographique (geographical indication, GI).